# Kalipucang (Grabag)
Kalipucang is een bestuurslaag in het regentschap Magelang van de provincie Midden-Java, Indonesië. Kalipucang telt 2013 inwoners (volkstelling 2010).